# 1966

## Събития
- 4 февруари – Самолетът при полет 60 на „Ол Нипон Еъруейс“ пада в Токийския залив и убива 133 души.
- 4 март – Самолет, който изпълнява полет 402 на „Кънейдиън Пасифик Еър Лайнс“ експлодира при кацане на международното летище в Токио и убива 64 души.
- 5 март – Самолетът при полет 911 на БОЕК се разпада във въздуха поради турбуленция и се разбива в планината Фуджи, Япония и убива всички 124 души на борда.
- 24 февруари – Ганайският президент Нкрума е свален, докато гостува в Чили.
- 11 юли - 30 юли – В Англия се провежда 8-о Световно първенство по футбол с 16 участващи национални тима. Домакините от Англия печелят трофея.
- 1 септември – Самолетът при полет 105 на „Британия Еъруейс“ се разбива на 3 км югоизточно от летище „Брник“, Югославия и убива 98 от общо 117 пътници и екипаж на борда.

## Родени
- Горан Стояноски, писател от Република Македония
- Емил Младенов, български акробат
- 4 януари – Томас Щангл, австрийски писател
- 3 януари – Робърт Станек, американски писател
- 6 януари – Атилио Ломбардо, италиански футболист
- 14 януари – Марко Хиетала, финландски китарист
- 15 януари – Владислав Кацарски, български журналист
- 16 януари – Алек Попов, български писател († 2024 г.)
- 17 януари 
  - Любчо Георгиевски, македонски политик
  - Русанка Ляпова, българска преводачка
- 18 януари – Александър Халифман, световен шампион по шахмат
- 28 януари – Марк Лорънс, американско-британски писател
- 29 януари – Максим Длуги, американски шахматист
- 31 януари – Декстър Флечър, британски актьор
- 1 февруари – Дийодоне М'бала М'бала, френски хуморист и актьор
- 8 февруари – Христо Стоичков, български футболист и треньор
- 16 февруари 
  - Лусинда Райли, ирландска писателка
  - Милена Недева, български политик и психолог, кмет на община Каспичан
- 17 февруари – Антон Станков, български политик
- 23 февруари – Йоан Крушевско-Демирхисарски, духовник от Северна Македония
- 24 февруари – Милена Славова, българска пънк/рок певица
- 26 февруари 
  - Благо Александров, български футболист
  - Славчо Богоев, български политик
- 27 февруари – Мехмед Дикме, български политик
- 6 март – Яхия Аяш, палестински терорист († 1996 г.)
- 13 март 
  - Юлиян Манев, български футболист
  - Алистър Рейнолдс, британски писател
- 15 март – Валентин Милушев, български политик
- 16 март – Дирк фон Петерсдорф, немски писател
- 18 март – Джери Кантрел, американски рок-музикант
- 24 март – Милен Велчев, български политик
- 29 март – Красимир Балъков, български футболист
- 30 март – Ефстратиос Гривас, гръцки шахматист
- 1 април – Симеон Владов, български актьор и певец
- 6 април – Десислава Знаменова, българска актриса
- 7 април – Мишо Юзмески, писател от Република Македония
- 8 април 
  - Марк Блъндел, британски пилот от Формула 1
  - Робин Райт, американска актриса
  - Ивета Бартошова, чешка певица († 2014 г.)
- 9 април 
  - Томас Дол, германски футболист и треньор
  - Синтия Никсън, американска актриса
- 11 април – Петер Щьогер, австрийски футболист
- 21 април – Валентин Игнатов, български футболист
- 24 април – Алесандро Костакурта, италиански футболист
- 5 май – Сергей Станишев, български политик
- 11 май – Кристоф Шнайдер, немски музикант
- 12 май 
  - Стивън Болдуин, американски актьор
  - Бебел Жилберто, бразилска певица
- 13 май – Камен Воденичаров, български актьор, певец и телевизионен водещ
- 16 май – Джанет Джексън, американска поп-изпълнителка
- 17 май – Албен Белински, състезател по кикбокс
- 21 май – Зденко Кожул, югославско-хърватски шахматист
- 24 май – Ерик Кантона, френски футболист и актьор
- 26 май – Хелена Бонам Картър, английска актриса
- 4 юни – Чечилия Бартоли, италианска певица
- 6 юни – Андриян Гайдарски, български футболист
- 7 юни – Златко Янков, български футболист
- 8 юни 
  - Валентин Наливайченко, украински политик
  - Живко Келепов, български футболист
- 10 юни 
  - Филиз Хюсменова, български политик
  - Дейвид Плат, английски футболист
- 14 юни – Матю Фокс, американски актьор и бивш модел
- 16 юни – Ян Железни, чешки спортист
- 17 юни – Джейсън Патрик, американски актьор
- 22 юни 
  - Симеон Чилибонов, български футболист
  - Поли Паскова, българска фолклорна певица
- 23 юни – Кирил Вангелов, български футболист
- 28 юни – Джон Кюзак, американски актьор
- 30 юни – Майк Тайсън, американски боксьор
- 5 юли – Джанфранко Дзола, италиански футболист
- 11 юли – Деби Дънинг, американска актриса
- 15 юли 
  - Ирен Жакоб, френска актриса
  - Петър Михтарски, български футболист
- 22 юли – Георги Илиев, български борец († 2005 г.)
- 26 юли – Анджело Ди Ливио, италиански футболист
- 28 юли 
  - Мигел Анхел Надал, испански тенисист
  - Илия Балинов, български и австрийски шахматист
- 29 юли - Мариус Тука, румънски журналист и тв модератор
- 30 юли – Милен Цветков, български журналист († 2020 г.)
- 31 юли – Иван Цонов, български състезател по борба
- 4 август – Томислав Русев, популярен български спортен журналист
- 7 август
  - Роберт Зееталер, австрийски писател и актьор
  - Джими Уейлс, американски предприемач, основател на Уикипедия
- 9 август – Иво Недялков, юрист и предприемач
- 13 август – Стефан Драганов, български футболист
- 14 август – Хали Бери, американска актриса
- 17 август 
  - Людмил Евгениев, български футболист
  - Родни Мълън, американски скейтбордист
- 31 август – Любослав Пенев, български футболист
- 2 септември 
  - Оливие Панис, пилот от Формула 1
  - Салма Хайек, мексиканска актриса
- 7 септември – Цветелина Максимова, български живописец и иконописец
- 10 септември – Стоян Янкулов, български музикант
- 17 септември – Наталия Казакова, българска бизнесдама и политик
- 21 септември – Кийфър Съдърланд, англо-канадски актьор
- 24 септември – Росен Манчев, български художник
- 28 септември 
  - Стефан Командарев, български режисьор
  - Димитър Цанчев, български дипломат
- 1 октомври – Джордж Уеа, либерийски футболист и политик
- 7 октомври – Шърман Алекси, американски писател
- 8 октомври – Керстин Гир, германска писателка
- 9 октомври – Боян Илчев, български дисководещ
- 11 октомври 
  - Стефан Колев, български футболист
  - Кристоф Петерс, немски писател
- 12 октомври – Сашка Васева, българска попфолк певица
- 17 октомври – Найден Милков, български попфолк певец и бизнесмен
- 18 октомври – Слави Трифонов, български телевизионен водещ и певец
- 19 октомври – Джон Фавро, американски актьор и режисьор
- 20 октомври – Абу Мусаб ал-Заркауи, ръководител на Ал-Каида в Ирак
- 23 октомври – Алесандро Дзанарди, италиански пилот от Формула 1 и КАРТ
- 24 октомври – Роман Абрамович, руски предприемач
- 26 октомври 
  - Ася Статева, българска телевизионна водеща
  - Васил Брусарски, български футболист
- 27 октомври – Иван Спирдонов, български националист, политик, журналист
- 2 ноември – Дейвид Шуимър, американски актьор
- 3 ноември – Лилия Абаджиева, българска театрална режисьорка
- 16 ноември – Кристиан Лоренц, германски музикант
- 17 ноември 
  - Софи Марсо, френска актриса
  - Ричард Фортъс, американски китарист
- 21 ноември – Евгений Бареев, руски шахматист
- 23 ноември – Венсан Касел, френски актьор
- 30 ноември 
  - Мика Сало, финландски пилот от Формула 1
  - Свилен Стефанов, български изкуствовед
- 20 декември – Крис Робинсън, американски рок музикант
- 25 декември – Мауро Пикото, италиански диджей
- 29 декември – Кристиан Крахт, швейцарски писател

## Починали
- ? - Димитър Иванчев, български политик
- ? - Невена Панова, българска просветна деятелка
- 1 януари – Петър Манджуков, български революционер
- 4 януари – Жорж Тьони, белгийски политик
- 8 януари – Владимир Мусаков (преводач), български преводач (р. 1928 г.)
- 11 януари – Лал Бахадур Шастри, Индийски политик
- 14 януари – Сергей Корольов, украински инженер (р. 1907 г.)
- 16 февруари – Георги Белев, български певец
- 20 февруари – Честър Нимиц, американски офицер (р. 1885 г.)
- 5 март – Анна Ахматова, руска поетеса (р. 1889 г.)
- 10 март – Максфийлд Периш, американски художник (р. 1870 г.)
- 25 март – Венелин Ганев, български юрист и политик (р. 1880 г.)
- 1 април – Димитър Димов, български писател (р. 1909 г.)
- 3 април – Батиста Пининфарина, италиански автомобилен дизайнер
- 10 април – Ивлин Уо, Фотография от Карл ван Вехтен през 1940 г.
- 18 април – Димитър Дюлгеров, български богослов
- 1 май – Кирил Попов, български математик (р. 1880 г.)
- 7 май – Станислав Йежи Лец, полски писател
- 6 юни – Гено Матеев, български футболист
- 30 юни – Марджъри Алингам, английска писателка
- 23 юли – Монтгомъри Клифт, американски актьор (р. 1920 г.)
- 21 август – Никола Балабанов, български критик
- 21 септември – Пол Рейно, 114-ият премиер на Франция
- 28 септември – Андре Бретон, френски поет и писател (р. 1896 г.)
- 8 октомври – Селестин Френе, френски педагог
- 13 октомври – Клифтън Уеб, американски актьор (р. 1889 г.)
- 20 октомври – Димитър Талев, български писател (р. 1898 г.)
- 26 октомври – Никола Марковски, български революционер
- 4 ноември – Веселин Ханчев, български поет, публицист и драматург (р. 1919 г.)
- 22 ноември – Светослав Минков, български писател (р. 1902 г.)
- 8 декември – Христо Герчев, български публицист
- 15 декември – Уолт Дисни, американски продуцент на анимационни филми (р. 1901 г.)
- 23 декември – Хаймито фон Додерер, австрийски писател (р. 1896 г.)
- 27 декември – Гилермо Стабиле, аржентински футболист и треньор
- 31 декември – Минко Николов, български филолог

## Нобелови награди
- Физика – Алфред Кастлер
- Химия – Робърт Мъликен
- Физиология или медицина – Пейтън Раус, Чарлз Хъгинс
- Литература – Шмуел Агнон, Нели Закс
- Мир – наградата не се присъжда

## Филдсов медал
Майкъл Атия, Пол Коен, Александър Гротендик, Стивън Смейл